# Thoury (Loir-et-Cher)
Pour les articles homonymes, voir Thoury.
Thoury est une commune française située dans le département de Loir-et-Cher, en région Centre-Val de Loire.
Localisée au centre-est du département, la commune fait partie de la petite région agricole « la Grande Sologne », vaste étendue de bois, d'étangs et de prés aux récoltes médiocres. Elle est drainée par la Rère, les Lacs Plats, le Rouaire, les Forges, les Gaz, le Saint Joseph et par divers petits cours d'eau.
L'occupation des sols est marquée par l'importance des espaces agricoles et naturels qui occupent la quasi-totalité du territoire communal. Plusieurs espaces naturels d'intérêt sont présents dans la commune : un site natura 2000 et une zone naturelle d'intérêt écologique, faunistique et floristique (ZNIEFF). En 2010, l'orientation technico-économique de l'agriculture dans la commune est la culture des céréales et des oléoprotéagineux. À l'instar du département qui a vu disparaître le quart de ses exploitations en dix ans, le nombre d'exploitations agricoles a fortement diminué, passant de 31 en 1988, à 6 en 2000, puis à 0 en 2010.
Le patrimoine architectural de la commune comprend un bâtiment porté à l'inventaire des monuments historiques : le château de Chambord.

## Géographie

### Localisation et communes limitrophes
La commune de Thoury se trouve au centre-est du département de Loir-et-Cher, dans la petite région agricole de la Grande Sologne,. À vol d'oiseau, elle se situe à 20,6 km de Blois, préfecture du département et à 6 km de Chambord, chef-lieu du canton de Chambord dont dépend la commune depuis 2015. La commune fait en outre partie du bassin de vie de Bracieux.
Les communes les plus proches sont : Crouy-sur-Cosson (2,6 km), Chambord (6 km), La Ferté-Saint-Cyr (6,4 km), Dhuizon (6,4 km), Muides-sur-Loire (6,8 km), Neuvy (7,4 km), Saint-Dyé-sur-Loire (8,6 km), Maslives (8,6 km) et Bracieux (9,8 km).

### Paysages et relief
Dans le cadre de la Convention européenne du paysage, adoptée le 20 octobre 2000 et entrée en vigueur en France le 1er juillet 2006, un atlas des paysages de Loir-et-Cher a été élaboré en 2010 par le CAUE de Loir-et-Cher, en collaboration avec la DIREN Centre (devenue DREAL en 2011), partenaire financier. Les paysages du département s'organisent ainsi en huit grands ensembles et 25 unités de paysage,. La commune fait partie de l'unité de paysage de « la Grande Sologne », dans la Sologne.
À l'échelle régionale, le très important taux de boisement de la Sologne en fait une sorte de gigantesque île de verdure au cœur d'un océan de cultures, entre Beauce et Champagne Berrichonne. La Grande Sologne, localisée au sud-est, entre les vallées de la Loire et du Cher, occupe à elle seule un tiers environ du Loir-et-Cher. Elle déborde ses limites en s'étendant sur le Loiret et le Cher, rejoignant la Forêt d'Orléans au nord-est et couvrant la plus grande partie du coude de la Loire jusqu'aux portes de Bourges, au sud.
L'altitude du territoire communal varie de 77 mètres à 131 mètres,.

### Hydrographie

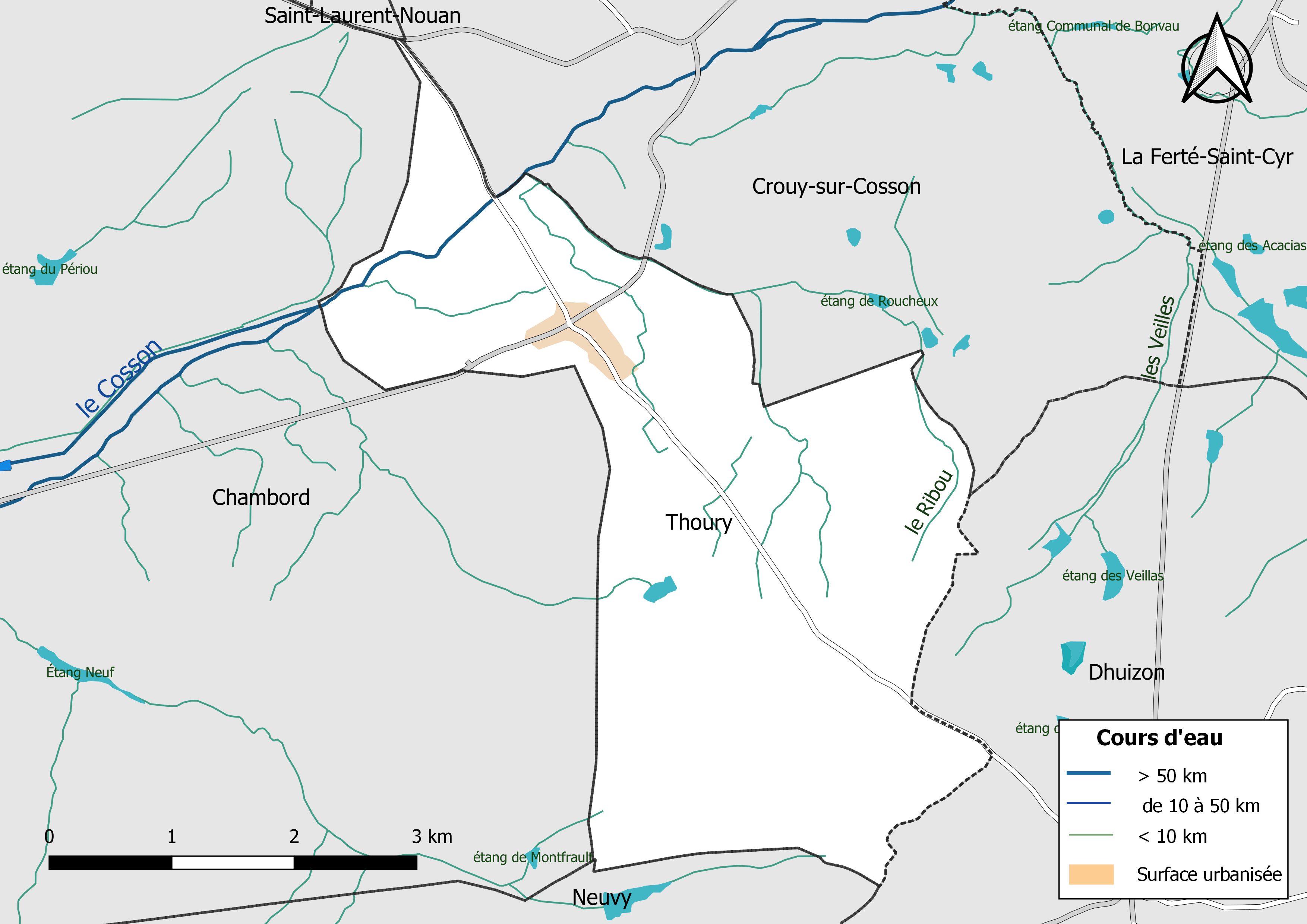
Réseau hydrographique de Thoury.

La commune est drainée par le Cosson (2,082 km), le Ribou et par divers petits cours d'eau, constituant un réseau hydrographique de 15,05 km de longueur totale.
Le Cosson traverse la commune du nord-est vers le sud-ouest. D'une longueur totale de 96,4 km, il prend sa source dans la commune de Vannes-sur-Cosson (45) et se jette dans le Beuvron à Candé-sur-Beuvron, après avoir traversé 18 communes.
Sur le plan piscicole, ce cours d'eau est classé en deuxième catégorie, où le peuplement piscicole dominant est constitué de poissons blancs (cyprinidés) et de carnassiers (brochet, sandre et perche).

### Climat
Pour des articles plus généraux, voir Climat du Centre-Val de Loire et Climat de Loir-et-Cher.
En 2010, le climat de la commune est de type climat océanique dégradé des plaines du Centre et du Nord, selon une étude du CNRS s'appuyant sur une série de données couvrant la période 1971-2000. En 2020, Météo-France publie une typologie des climats de la France métropolitaine dans laquelle la commune est exposée à un climat océanique altéré et est dans la région climatique Moyenne vallée de la Loire, caractérisée par une bonne insolation (1 850 h/an) et un été peu pluvieux.
Pour la période 1971-2000, la température annuelle moyenne est de 11,2 °C, avec une amplitude thermique annuelle de 15,2 °C. Le cumul annuel moyen de précipitations est de 663 mm, avec 10,7 jours de précipitations en janvier et 6,9 jours en juillet. Pour la période 1991-2020, la température moyenne annuelle observée sur la station météorologique de Météo-France la plus proche, « Montrieux », sur la commune de Montrieux-en-Sologne à 13 km à vol d'oiseau, est de 12,0 °C et le cumul annuel moyen de précipitations est de 672,2 mm,. Pour l'avenir, les paramètres climatiques de la commune estimés pour 2050 selon différents scénarios d'émission de gaz à effet de serre sont consultables sur un site dédié publié par Météo-France en novembre 2022.

### Milieux naturels et biodiversité

#### Sites Natura 2000
Le réseau Natura 2000 est un réseau écologique européen de sites naturels d'intérêt écologique élaboré à partir des Directives « Habitats » et « Oiseaux ». Ce réseau est constitué de Zones spéciales de conservation (ZSC) et de Zones de protection spéciale (ZPS). Dans les zones de ce réseau, les États membres s'engagent à maintenir dans un état de conservation favorable les types d'habitats et d'espèces concernés, par le biais de mesures réglementaires, administratives ou contractuelles. L'objectif est de promouvoir une gestion adaptée des habitats tout en tenant compte des exigences économiques, sociales et culturelles, ainsi que des particularités régionales et locales de chaque État membre. Les activités humaines ne sont pas interdites, dès lors que celles-ci ne remettent pas en cause significativement l'état de conservation favorable des habitats et des espèces concernés. Une partie du territoire communal est incluse dans le site Natura 2000 : la « Sologne », d'une superficie de 346 184 ha.

#### Zones naturelles d'intérêt écologique, faunistique et floristique
L'inventaire des zones naturelles d'intérêt écologique, faunistique et floristique (ZNIEFF) a pour objectif de réaliser une couverture des zones les plus intéressantes sur le plan écologique, essentiellement dans la perspective d'améliorer la connaissance du patrimoine naturel national et de fournir aux différents décideurs un outil d'aide à la prise en compte de l'environnement dans l'aménagement du territoire. Le territoire communal de Thoury comprend une ZNIEFF : le « Domaine national de Chambord » (5 390,25 ha).

Cartes des Znieff et site Natura 2000.
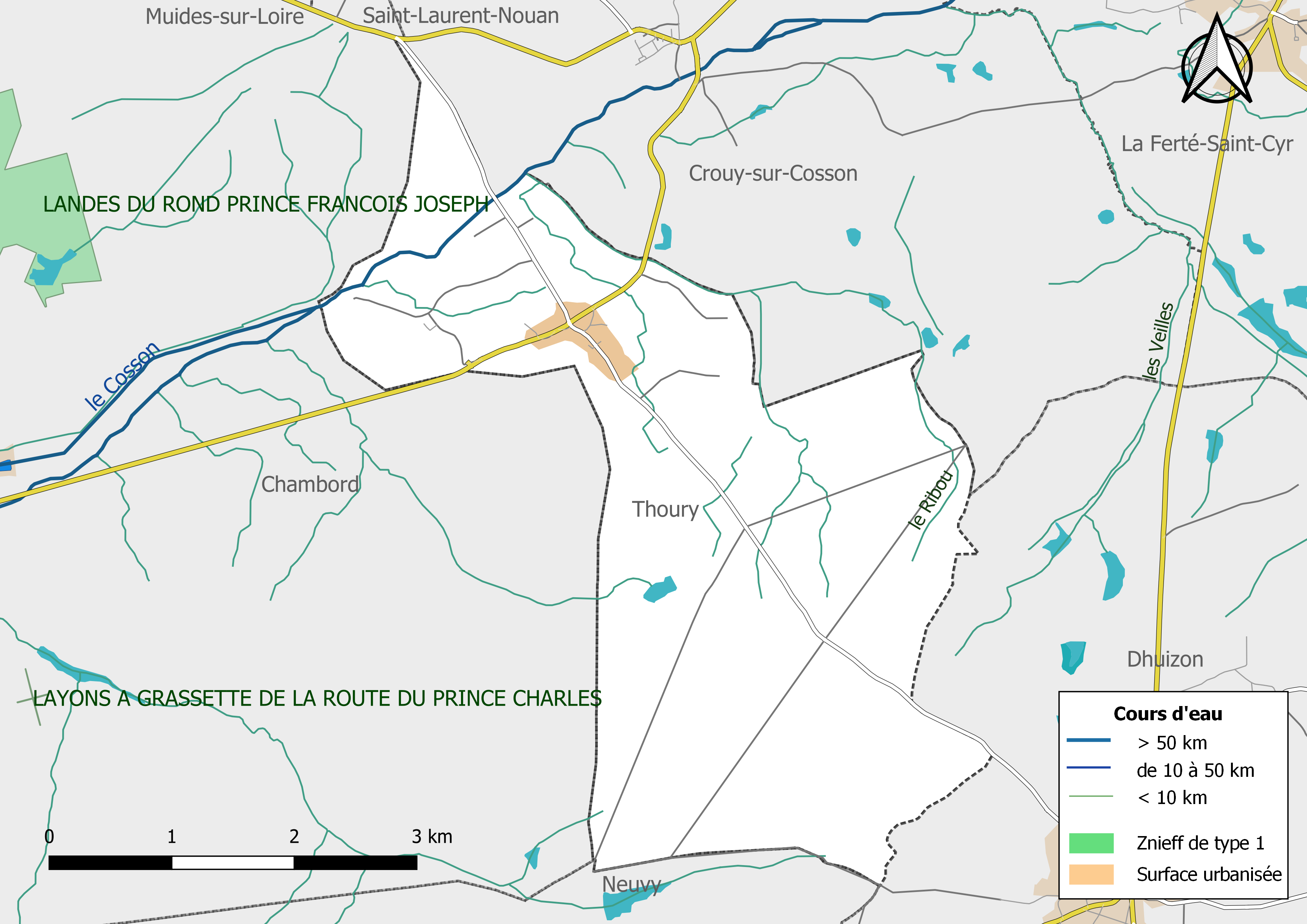
Carte des ZNIEFF de type 1 localisées dans la commune[Note 2].
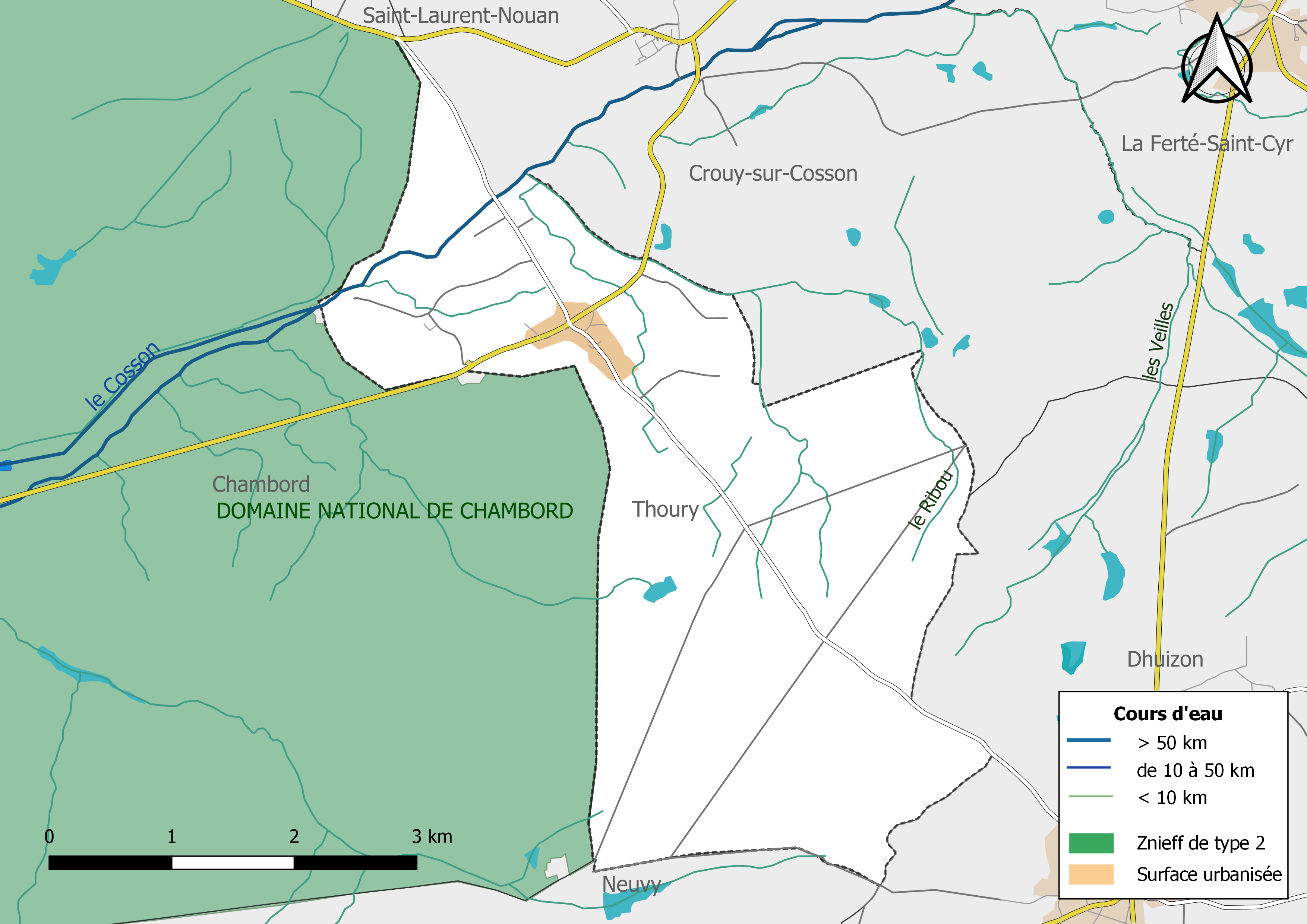
Carte des ZNIEFF de type 2 localisées dans la commune[Note 3].
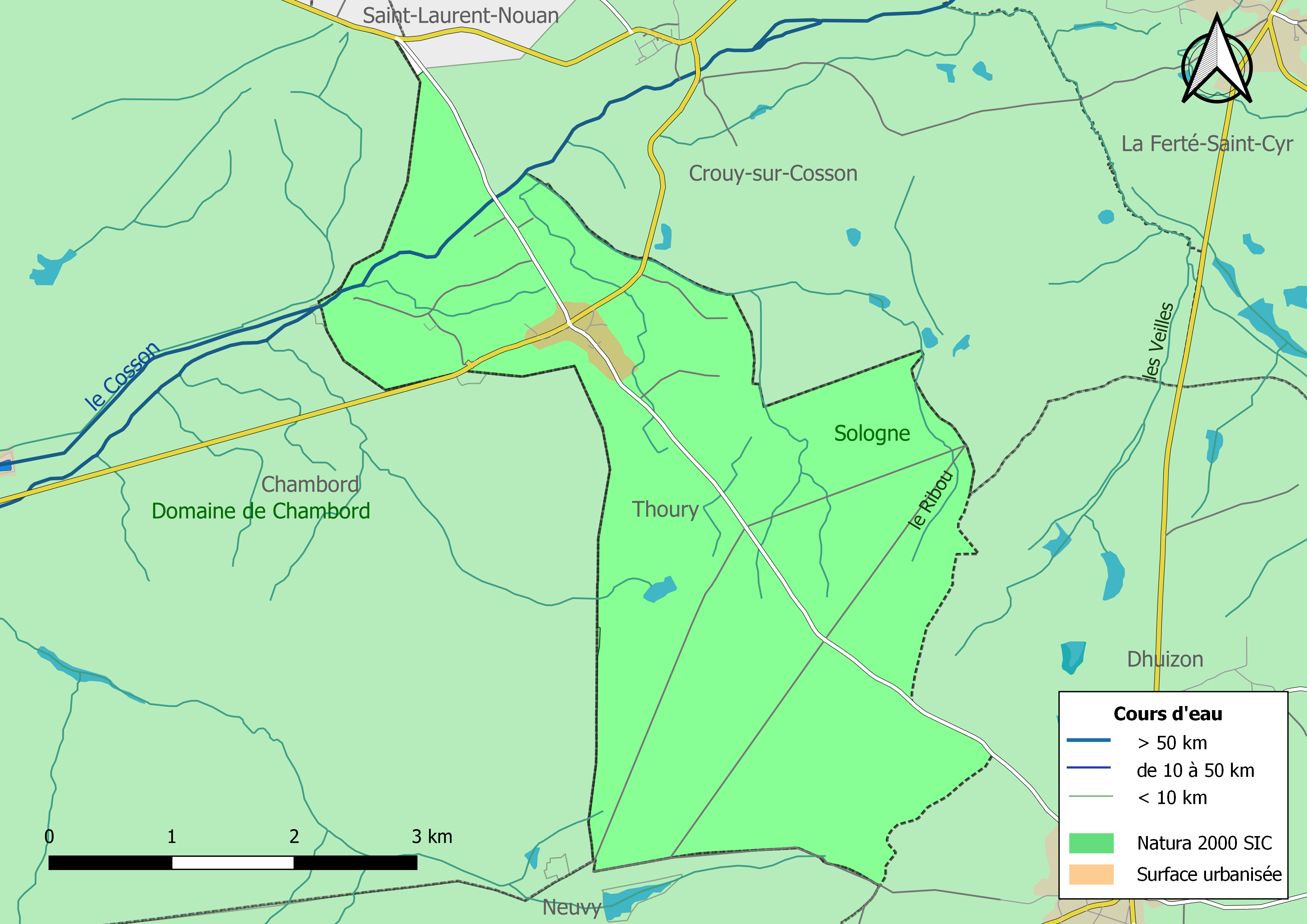
La commune est entièrement incluse dans le site Natura 2000 « la Sologne ».

## Urbanisme

### Typologie
Au 1er janvier 2024, Thoury est catégorisée commune rurale à habitat dispersé, selon la nouvelle grille communale de densité à sept niveaux définie par l'Insee en 2022.
Elle est située hors unité urbaine. Par ailleurs la commune fait partie de l'aire d'attraction de Blois, dont elle est une commune de la couronne,. Cette aire, qui regroupe 78 communes, est catégorisée dans les aires de 50 000 à moins de 200 000 habitants,.

### Occupation des sols
L'occupation des sols est marquée par l'importance des espaces agricoles et naturels (98,3 %). La répartition détaillée ressortant de la base de données européenne d'occupation biophysique des sols Corine Land Cover millésimée 2012 est la suivante : terres arables (3 %), zones agricoles hétérogènes (16,7 %), prairies (10,4 %), forêts (64,5 %), milieux à végétation arbustive ou herbacée (4 %), zones urbanisées (1,7 %).

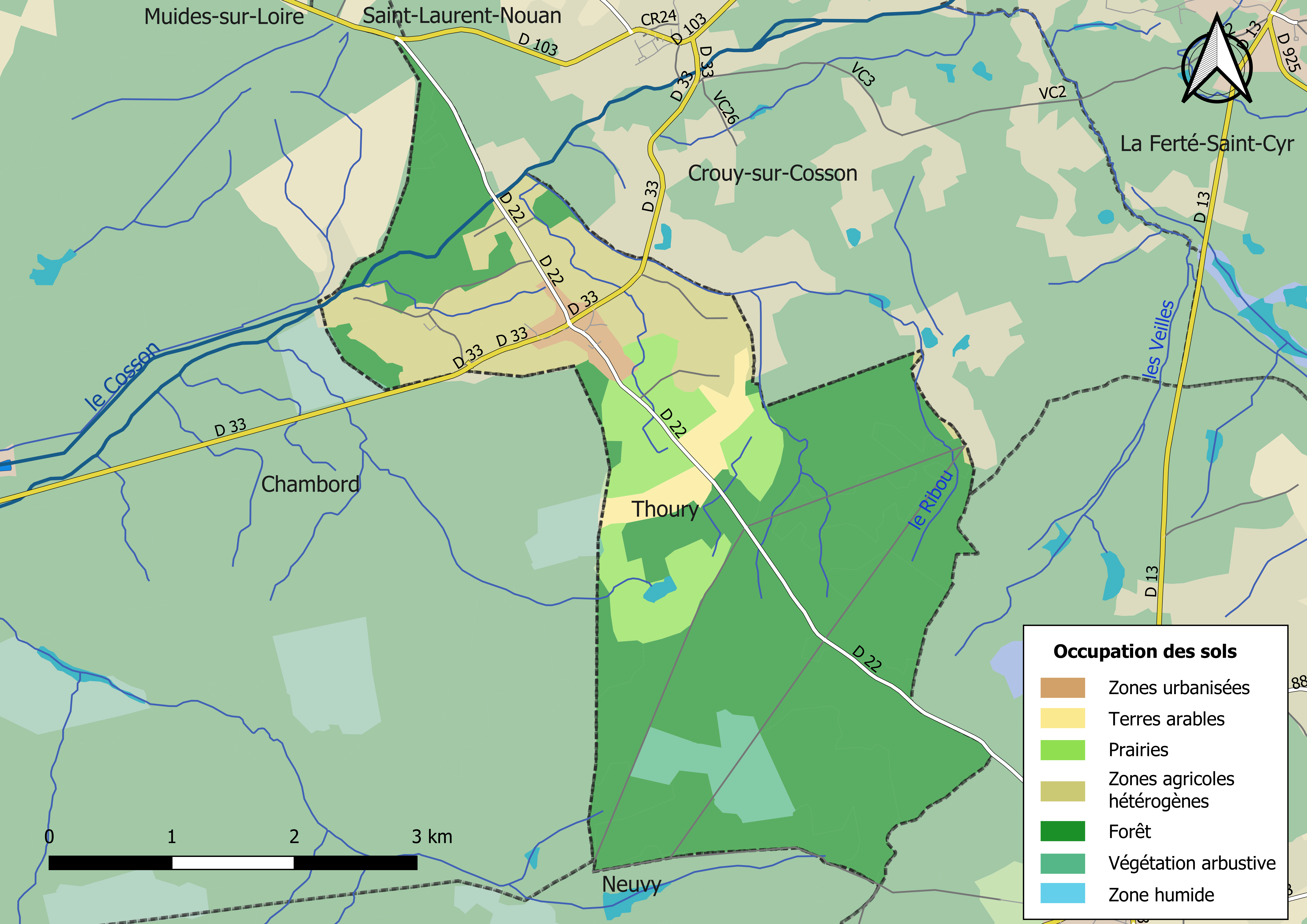
Carte des infrastructures et de l'occupation des sols de la commune en 2018 (CLC).

### Planification
La loi SRU du 13 décembre 2000 a incité fortement les communes à se regrouper au sein d'un établissement public, pour déterminer les partis d'aménagement de l'espace au sein d'un SCoT, un document essentiel d'orientation stratégique des politiques publiques à une grande échelle. La commune est dans le territoire du SCOT du Blésois, approuvé en 2006 et révisé en juillet 2016.
En matière de planification, la commune disposait en 2017 d'un plan local d'urbanisme en révision. Par ailleurs, à la suite de la loi ALUR (loi pour l'accès au logement et un urbanisme rénové) de mars 2014, un plan local d'urbanisme intercommunal couvrant le territoire de la communauté de communes du Grand Chambord a été prescrit le 14 décembre 2015.

### Habitat et logement
Le tableau ci-dessous présente la typologie des logements à Thoury en 2016 en comparaison avec celle du Loir-et-Cher et de la France entière. Une caractéristique marquante du parc de logements est ainsi une proportion de résidences secondaires et logements occasionnels (17,2 %) inférieure à celle du département (18 %) mais supérieure à celle de la France entière (9,6 %). Concernant le statut d'occupation de ces logements, 86,8 % des habitants de la commune sont propriétaires de leur logement (86,4 % en 2011), contre 68,1 % pour le Loir-et-Cher et 57,6 pour la France entière.
|                                                         | Thoury | Loir-et-Cher | France entière |
| ------------------------------------------------------- | ------ | ------------ | -------------- |
| Résidences principales (en %)                           | 77,8   | 74,5         | 82,3           |
| Résidences secondaires et logements occasionnels (en %) | 17,2   | 18           | 9,6            |
| Logements vacants (en %)                                | 5,0    | 7,5          | 8,1            |

### Risques majeurs
Le territoire communal de Thoury est vulnérable à différents aléas naturels : inondations (par débordement du Cosson), climatiques (hiver exceptionnel ou canicule), feux de forêts, mouvements de terrains ou sismique (sismicité très faible).
Il est également exposé à un risque technologique : le risque nucléaire,.

#### Risques naturels

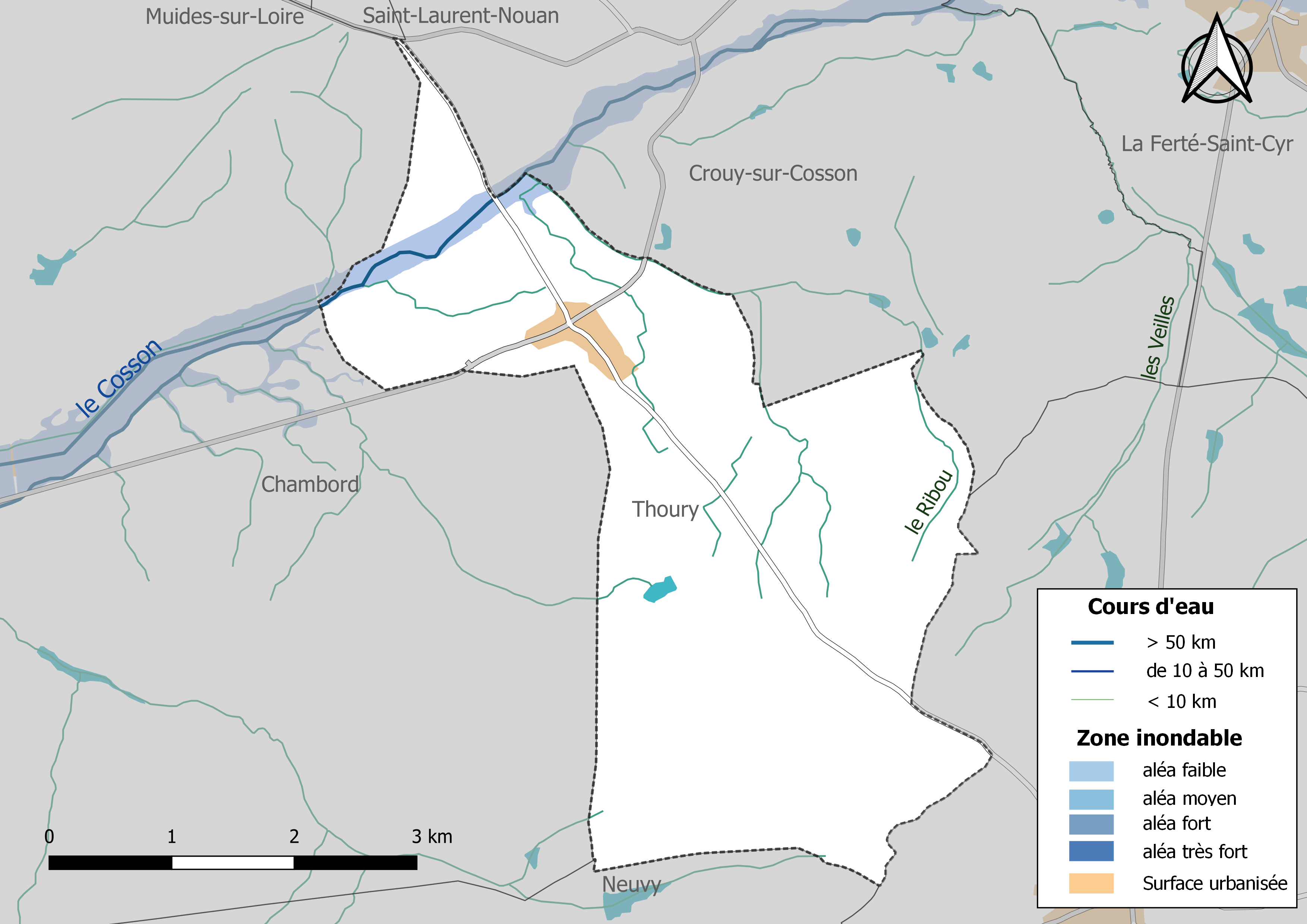
Zones inondables de la commune de Thoury.

Les mouvements de terrains susceptibles de se produire dans la commune sont soit des mouvements liés au retrait-gonflement des argiles, soit des chutes de blocs, soit des effondrements liés à des cavités souterraines. Le phénomène de retrait-gonflement des argiles est la conséquence d'un changement d'humidité des sols argileux. Les argiles sont capables de fixer l'eau disponible mais aussi de la perdre en se rétractant en cas de sécheresse. Ce phénomène peut provoquer des dégâts très importants sur les constructions (fissures, déformations des ouvertures) pouvant rendre inhabitables certains locaux. La carte de zonage de cet aléa peut être consultée sur le site de l'observatoire national des risques naturels Georisques. Une autre carte permet de prendre connaissance des cavités souterraines localisées dans la commune.
Un atlas des zones inondables du Cosson est établi en février 2006. Les crues historiques du Cosson sont celles de 1856, 1937 et 1977. Le débit de la crue de référence varie ainsi entre 70 et 80 m3/s selon les sections.

#### Risques technologiques
La totalité du territoire de la commune peut être concernée par le risque nucléaire. En cas d'accident grave, certaines installations nucléaires sont susceptibles de rejeter dans l'atmosphère de l'iode radioactif. Or la commune se situe partiellement à l'intérieur du périmètre de 20 km du Plan particulier d'intervention de la centrale nucléaire de Saint-Laurent-des-Eaux. À ce titre les habitants de la commune, comme tous ceux résidant dans le périmètre proche de 20 km de la centrale ont bénéficié, à titre préventif, d'une distribution de comprimés d'iode stable dont l'ingestion avant rejet radioactif permet de pallier les effets sur la thyroïde d'une exposition à de l'iode radioactif. En cas d'incident ou d'accident nucléaire, des consignes de confinement ou d'évacuation peuvent être données et les habitants peuvent être amenés à ingérer, sur ordre du préfet, les comprimés en leur possession,.

## Histoire

### Époque moderne
Par le fruit des alliances plusieurs familles ont été seigneurs de Thoury. Les Saint-Brisson, les Estouteville, les Beauvilliers et les Clermont.
La comtesse de Thoury fut une des nombreuses maîtresses du roi François Ier de France. Elle est issue d'une grande et puissante maison de Bretagne : la maison de Rohan. Cette belle et riche comtesse, née vers 1517-19 ne peut pas avoir été « choisie » par le roi Louis XII vers 1510 pour rejoindre sa cour. En revanche, bien qu'appréciée par François Ier, ce n'est pas lui qui lui donnera la propriété de Thoury qui était celle de son premier époux Beauvilliers sire de Thoury par son père, baron de Saint-Aignan par sa mère Husson. Ils furent élevés à la dignité comtale de Saint-Aignan en 1537 à la succession Husson. Le roi ferait poursuivre le chantier du château de Chambord en l'agrandissant considérablement jusqu'à l'état actuel, afin de se rapprocher de cette dernière (les armes de cette comtesse figurent dans le château de Chambord - Où ?). Claude de Rohan en épousant en secondes noces en 1541 Julien de Clermont, cousin germain de son premier mari (de la fratrie de Antoine de Clermont-Tallard : château d'Ancy-le-Franc ; et de Louise de Clermont, comtesse de Tonnerre, duchesse d'Uzés : château de Maulnes) sera à la souche de la Maison de Clermont-Tonnerre. Lors de son veuvage, abandonnant le titre de comtesse de Saint-Aignan, Claude de Rohan sera faite par le roi comtesse de Thoury et Julien à son mariage -sans aucun titre jusqu'alors- sera fait baron de Thoury. Ils iront habiter au château de Muides en amont de Blois sur la Loire, après que le roi ait acheté l'ensemble de Thoury pour agrandir le parc de Chambord. On trouve encore, dans l'église du village des pierres tombales, du XVIIIe, des descendants de Claude de Rohan et de Julien de Clermont.

### Révolution française et Empire

#### Nouvelle organisation territoriale
Le décret de l'Assemblée nationale du 12 novembre 1789 décrète qu'« il y aura une municipalité dans chaque ville, bourg, paroisse ou communauté de campagne », mais ce n'est qu'avec le décret de la Convention nationale du 10 brumaire an II (31 octobre 1793) que la paroisse de Thoury devient formellement « commune de Thoury »,.
En 1790, dans le cadre de la création des départements, la municipalité est rattachée au canton de Chaumont et au district de Romorantin. Les cantons sont supprimés, en tant que découpage administratif, par une loi du 26 juin 1793, et ne conservent qu'un rôle électoral, permettant l'élection des électeurs du second degré chargés de désigner les députés,. La Constitution du 5 fructidor an III, appliquée à partir de vendémiaire an IV (1795) supprime les districts, considérés comme des rouages administratifs liés à la Terreur, mais maintient les cantons qui acquièrent dès lors plus d'importance en retrouvant une fonction administrative. Enfin, sous le Consulat, un redécoupage territorial visant à réduire le nombre de justices de paix ramène le nombre de cantons en Loir-et-Cher de 33 à 24. Thoury est alors rattachée au canton de Neung-sur-Beuvron et à l'Arrondissement de Blois par arrêté du 5 vendémiaire an X (26 septembre 1801),,. Cette organisation va rester inchangée pendant près de 150 ans.

## Politique et administration

### Découpage territorial
La commune de Thoury est membre de la communauté de communes du Grand Chambord, un établissement public de coopération intercommunale (EPCI) à fiscalité propre créé le 1er janvier 2002.
Elle est rattachée sur le plan administratif à l'arrondissement de Blois, au département de Loir-et-Cher et à la région Centre-Val de Loire, en tant que circonscriptions administratives. Sur le plan électoral, elle est rattachée au canton de Chambord depuis 2015 pour l'élection des conseillers départementaux et à la deuxième circonscription de Loir-et-Cher pour les élections législatives.

### Politique et administration municipale

#### Conseil municipal et maire
Le conseil municipal de Thoury, commune de moins de 1 000 habitants, est élu au scrutin majoritaire plurinominal avec listes ouvertes et panachage. Compte tenu de la population communale, le nombre de sièges au conseil municipal est de 11. Le maire, à la fois agent de l'État et exécutif de la commune en tant que collectivité territoriale, est élu par le conseil municipal au scrutin secret lors de la première réunion du conseil suivant les élections municipales, pour un mandat de six ans, c'est-à-dire pour la durée du mandat du conseil.
| Période                                  | Période  | Identité          | Étiquette | Qualité                                                         |
| ---------------------------------------- | -------- | ----------------- | --------- | --------------------------------------------------------------- |
| mars 2008                                | mai 2020 | Alain Marchand    |           | Retraité salarié du secteur privé                               |
| mai 2020                                 | En cours | Christophe Henry, |           | Profession intermédiaire administrative de la fonction publique |
| Les données manquantes sont à compléter. |          |                   |           |                                                                 |

## Équipements et services

### Eau et assainissement
L'organisation de la distribution de l'eau potable, de la collecte et du traitement des eaux usées et pluviales relève des communes. La compétence eau et assainissement des communes est un service public industriel et commercial (SPIC).

#### Alimentation en eau potable
Le service d'eau potable comporte trois grandes étapes : le captage, la potabilisation et la distribution d'une eau potable conforme aux normes de qualité fixées pour protéger la santé humaine. En 2019, la commune est membre de la communauté de communes du Grand Chambord qui assure le service en régie dont le contrat arrive à échéance le 31 décembre 2020.

#### Assainissement des eaux usées
En 2019, la gestion du service d'assainissement collectif de la commune de Thoury est assurée par la communauté de communes du Grand Chambord qui a le statut de entreprise privée.
Une station de traitement des eaux usées est en service au 1er janvier 2019 sur le territoire communal : « Thoury », un équipement utilisant la technique du filtre biologique, infiltration, dont la capacité est de 200 EH, mis en service le 1er janvier 1998.
L'assainissement non collectif (ANC) désigne les installations individuelles de traitement des eaux domestiques qui ne sont pas desservies par un réseau public de collecte des eaux usées et qui doivent en conséquence traiter elles-mêmes leurs eaux usées avant de les rejeter dans le milieu naturel. La communauté de communes du Grand Chambord assure pour le compte de la commune le service public d'assainissement non collectif (SPANC), qui a pour mission de vérifier la bonne exécution des travaux de réalisation et de réhabilitation, ainsi que le bon fonctionnement et l'entretien des installations.

### Sécurité, justice et secours
La sécurité de la commune est assurée par la brigade de gendarmerie de Mer qui dépend du groupement de gendarmerie départementale de Loir-et-Cher installé à Blois.
En matière de justice, Thoury relève du conseil de prud'hommes de Blois, de la Cour d'appel d'Orléans (juridiction de Blois), de la Cour d'assises de Loir-et-Cher, du tribunal administratif de Blois, du tribunal de commerce de Blois et du tribunal judiciaire de Blois.

## Population et société

### Démographie

#### Évolution démographique
L'évolution du nombre d'habitants est connue à travers les recensements de la population effectués dans la commune depuis 1793. Pour les communes de moins de 10 000 habitants, une enquête de recensement portant sur toute la population est réalisée tous les cinq ans, les populations de référence des années intermédiaires étant quant à elles estimées par interpolation ou extrapolation. Pour la commune, le premier recensement exhaustif entrant dans le cadre du nouveau dispositif a été réalisé en 2008.

En 2022, la commune comptait 425 habitants, en évolution de +0,71 % par rapport à 2016 (Loir-et-Cher : −1,15 %, France hors Mayotte : +2,11 %).
| 1793 | 1800 | 1806 | 1821 | 1831 | 1836 | 1841 | 1846 | 1851 |
| ---- | ---- | ---- | ---- | ---- | ---- | ---- | ---- | ---- |
| 260  | 237  | 306  | 270  | 286  | 340  | 321  | 346  | 373  |

| 1856 | 1861 | 1866 | 1872 | 1876 | 1881 | 1886 | 1891 | 1896 |
| ---- | ---- | ---- | ---- | ---- | ---- | ---- | ---- | ---- |
| 370  | 368  | 426  | 430  | 434  | 390  | 413  | 453  | 475  |

| 1901 | 1906 | 1911 | 1921 | 1926 | 1931 | 1936 | 1946 | 1954 |
| ---- | ---- | ---- | ---- | ---- | ---- | ---- | ---- | ---- |
| 488  | 472  | 426  | 409  | 398  | 398  | 394  | 376  | 365  |

| 1962 | 1968 | 1975 | 1982 | 1990 | 1999 | 2006 | 2008 | 2013 |
| ---- | ---- | ---- | ---- | ---- | ---- | ---- | ---- | ---- |
| 372  | 373  | 347  | 338  | 362  | 337  | 373  | 383  | 421  |

| 2018 | 2022 | - | - | - | - | - | - | - |
| ---- | ---- | - | - | - | - | - | - | - |
| 419  | 425  | - | - | - | - | - | - | - |

#### Pyramide des âges
En 2018, le taux de personnes d'un âge inférieur à 30 ans s'élève à 31,9 %, soit au-dessus de la moyenne départementale (31,3 %). À l'inverse, le taux de personnes d'âge supérieur à 60 ans est de 30,6 % la même année, alors qu'il est de 31,6 % au niveau départemental.
En 2018, la commune comptait 213 hommes pour 206 femmes, soit un taux de 50,84 % d'hommes, largement supérieur au taux départemental (48,55 %).
Les pyramides des âges de la commune et du département s'établissent comme suit.
| Hommes | Classe d’âge | Femmes |
| ------ | ------------ | ------ |
| 0,5    | 90 ou +      | 1,0    |
| 8,0    | 75-89 ans    | 8,7    |
| 21,1   | 60-74 ans    | 21,8   |
| 22,1   | 45-59 ans    | 18,9   |
| 15,5   | 30-44 ans    | 18,4   |
| 15,5   | 15-29 ans    | 14,6   |
| 17,4   | 0-14 ans     | 16,5   |

| Hommes | Classe d’âge | Femmes |
| ------ | ------------ | ------ |
| 1,1    | 90 ou +      | 2,6    |
| 9,2    | 75-89 ans    | 11,9   |
| 19,7   | 60-74 ans    | 20,4   |
| 20,7   | 45-59 ans    | 20     |
| 16,5   | 30-44 ans    | 16,2   |
| 15,2   | 15-29 ans    | 13,2   |
| 17,6   | 0-14 ans     | 15,7   |

## Économie

### Secteurs d'activité
Le tableau ci-dessous détaille le nombre d'entreprises implantées à Thoury selon leur secteur d'activité et le nombre de leurs salariés :
|                                                              | total | % com (% dep) | 0 salarié | 1 à 9 salarié(s) | 10 à 19 salariés | 20 à 49 salariés | 50 salariés ou plus |
| ------------------------------------------------------------ | ----- | ------------- | --------- | ---------------- | ---------------- | ---------------- | ------------------- |
| Ensemble                                                     | 25    | 100,0 (100)   | 18        | 7                | 0                | 0                | 0                   |
| Agriculture, sylviculture et pêche                           | 1     | 4,0 (11,8)    | 0         | 1                | 0                | 0                | 0                   |
| Industrie                                                    | 1     | 4,0 (6,5)     | 1         | 0                | 0                | 0                | 0                   |
| Construction                                                 | 4     | 16,0 (10,3)   | 2         | 2                | 0                | 0                | 0                   |
| Commerce, transports, services divers                        | 16    | 64,0 (57,9)   | 14        | 2                | 0                | 0                | 0                   |
| dont commerce et réparation automobile                       | 8     | 32,0 (17,5)   | 8         | 0                | 0                | 0                | 0                   |
| Administration publique, enseignement, santé, action sociale | 3     | 12,0 (13,5)   | 1         | 2                | 0                | 0                | 0                   |
| Champ : ensemble des activités.                              |       |               |           |                  |                  |                  |                     |

Le secteur du commerce, transports et services divers est prépondérant dans la commune (16 entreprises sur 25)4 %), il est plus important qu'au niveau départemental (11,8 %).
Sur les 25 entreprises implantées à Thoury en 2016, 18 ne font appel à aucun salarié et 7 comptent 1 à 9 salariés.
Au 1er juillet 2017, la commune est classée en zone de revitalisation rurale (ZRR), un dispositif visant à aider le développement des territoires ruraux principalement à travers des mesures fiscales et sociales. Des mesures spécifiques en faveur du développement économique s'y appliquent également

### Agriculture
En 2010, l'orientation technico-économique de l'agriculture dans la commune est la culture de fleurs et horticulture diverse. Le département a perdu près d'un quart de ses exploitations en 10 ans, entre 2000 et 2010 (c'est le département de la région Centre-Val de Loire qui en compte le moins). Cette tendance se retrouve également au niveau de la commune où le nombre d'exploitations est passé de 15 en 1988 à 6 en 2000 puis à 4 en 2010. Parallèlement, la taille de ces exploitations augmente, passant de 17 ha en 1988 à 13 ha en 2010.
Le tableau ci-dessous présente les principales caractéristiques des exploitations agricoles de Thoury, observées sur une période de 22 ans :
|                                      | 1988                 | 2000                 | 2010                 |
| Dimension économique                 | Dimension économique | Dimension économique | Dimension économique |
| ------------------------------------ | -------------------- | -------------------- | -------------------- |
| Nombre d'exploitations (u)           | 15                   | 6                    | 4                    |
| Travail (UTA)                        | 23                   | 12                   | 9                    |
| Surface agricole utilisée (ha)       | 257                  | 121                  | 52                   |
| Cultures                             |                      |                      |                      |
| Terres labourables (ha)              | 203                  | 26                   | s                    |
| Céréales (ha)                        | 60                   | s                    | s                    |
| dont blé tendre (ha)                 | s                    | s                    | s                    |
| dont maïs-grain et maïs-semence (ha) | 9                    | s                    |                      |
| Tournesol (ha)                       | s                    |                      |                      |
| Colza et navette (ha)                | 0                    |                      |                      |
| Élevage                              |                      |                      |                      |
| Cheptel (UGBTA)                      | 216                  | 37                   | 0                    |

.

#### Produits labellisés
Le territoire de la commune est intégré aux aires de productions de divers produits bénéficiant d'une indication géographique protégée (IGP) : le vin Val-de-loire et les volailles de l’Orléanais,.

## Culture et patrimoine

### Lieux et monuments
- Le domaine de Chambord est en partie sis sur la commune.

### Personnalités liées à la commune
- La comtesse de Thoury.
- Liste des seigneurs de Thoury.